# 朗兹伯勒 (阿拉巴马州)
朗兹伯勒（英語：Lowndesboro），是美国阿拉巴马州下属的一座城市。面积约为0.79平方英里（约合2.05平方公里）。根据2010年美国人口普查，该市有人口115人，人口密度为145.2/平方英里（约合56.1/平方公里）。